# Крутые Броды
Крутые Броды (укр. Круті-Броди) — село в Хмельницком районе Хмельницкой области Украины.
Население по переписи 2001 года составляло 164 человека. Почтовый индекс — 32143. Телефонный код — 3853.

## Местная власть
32100, Хмельницкая обл., Хмельницкий р-н, пгт Ярмолинцы.